# Sporting Kansas City
Lo Sporting Kansas City, noto come Kansas City Wizards fino al 2010, è una società calcistica statunitense con sede nella città di Kansas City (Kansas). Il club, fondato nel 1995, milita nella Major League Soccer (MLS) e disputa le proprie partite casalinghe al Children's Mercy Park, impianto da 18.467 posti a sedere.

## Storia
I Wizards vengono fondati nel 1995 col nome di "Kansas City Wiz", che però verrà cambiato per via di una disputa sul copyright. Fino al 2006 furono di proprietà di Lamar Hunt, che fondò altri tre club sportivi: i Kansas City Chiefs, squadra di football americano, l'FC Dallas e il Columbus Crew.
Nelle prime quattro stagioni della sua storia, la squadra centra per due volte l'accesso ai play-off, senza però riuscire a portare in bacheca alcun trofeo. Nel 2000, finalmente i Wizards raccolgono i frutti del loro lavoro, vincendo sia l'MLS Supporters' Shield che la MLS Cup. Questi resteranno però i suoi unici successi, insieme alla U.S. Open Cup del 2004.
Il 9 dicembre 2004, Lamar Hunt annuncia la sua intenzione di vendere il club. La cessione dei Wizards a una cordata di magnati locali viene resa pubblica durante una conferenza stampa il 31 agosto 2006.
Il 19 luglio 2006, l'allenatore Bob Gansler rassegna le dimissioni: il vice-allenatore Brian Bliss prenderà il suo posto. Alla fine della stagione 2006, Curt Onalfo viene scelto come nuovo coach dei Wizards.
Nel 2008 il club ha ingaggiato l'attaccante argentino Claudio López, che in carriera ha preso parte a due Mondiali.
Lo Sporting Kansas City dal 2011 gioca al Children's Mercy Park a Kansas City.

## Cronistoria
Di seguito la cronistoria dello Sporting Kansas City.

## Colori e simboli

### Colori
I colori ufficiali sono l'indaco scuro e il blu.

### Simboli ufficiali

#### Stemma
Il logo principale è composto da una lacrima a forma di scudo contenente una rappresentazione stilizzata del confine di stato Kansas-Missouri con delle strisce blu sul lato del "Kansas" e un incastro "SC" sul lato del "Missouri". Il contorno dello scudo allude al logo della ex squadra che in precedenza si chiamava Kansas City Wizards. Le lettere legate SC (stanno per Sporting Club) sono ispirate ad Esculapio, Dio della mitologia greca, e rappresentano la salute e la forma, ed alla architettura spagnola del Country Club Plaza di Kansas City.

Il primo logo dei Wizards, in uso fino al 2006
Stemma usato dal 2006 al 2010
Il logo adoperato dal 2010

### L'evoluzione della maglia
Casa: 1996–2010
| 1996–97 | 1998–99 | 2000–02 | 2003–04 | 2005 | 2006–07 | 2008–09 | 2010 |

Casa: 2011–present
| 2011–12 | 2013–14 | 2015–16 | 2017-present |

Terza maglia
| 2013-2014 | 2015-present |

## Strutture

### Stadio

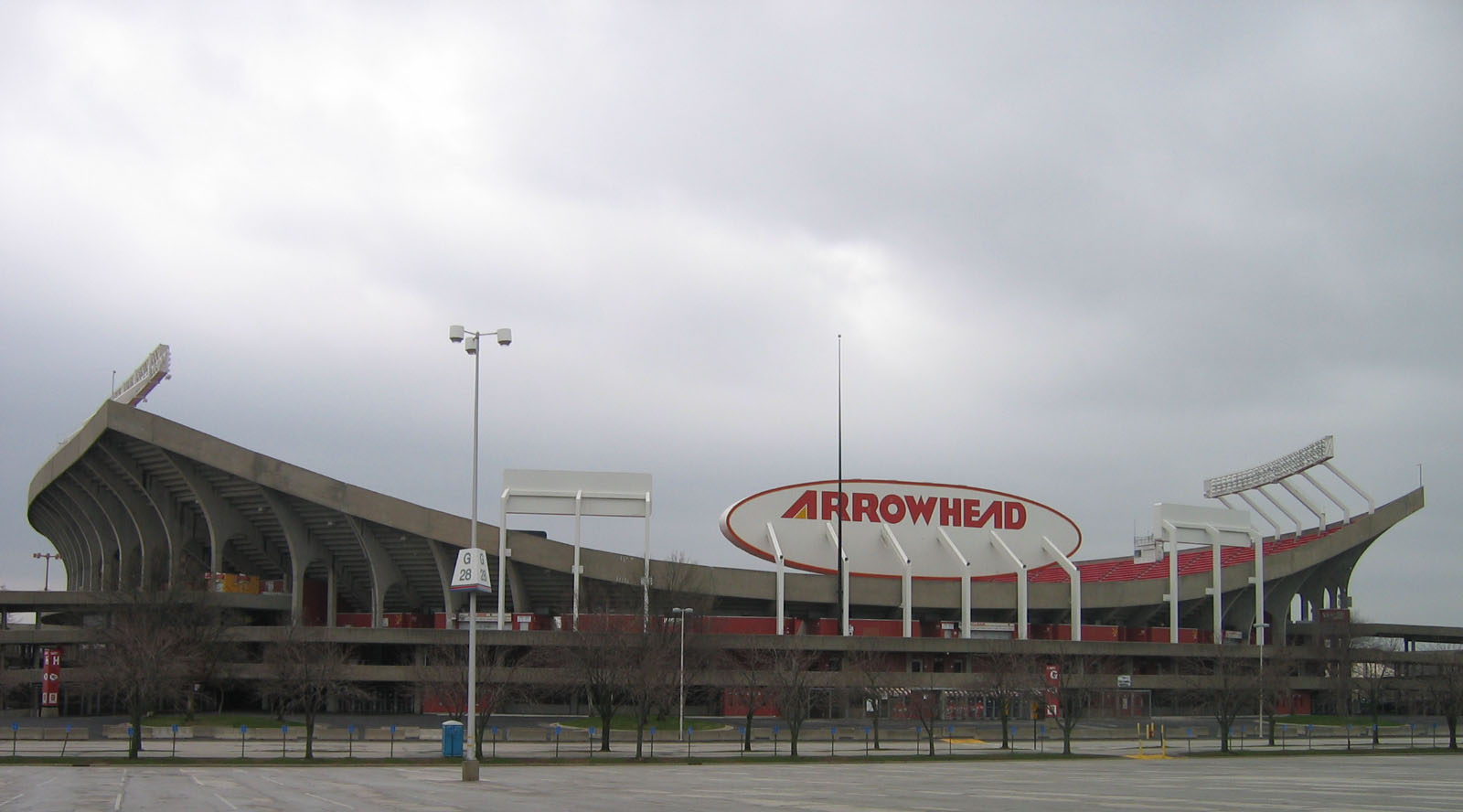
Arrowhead Stadium, Lo stadio utilizzato dai Wizards per 11 anni (1996-2007).

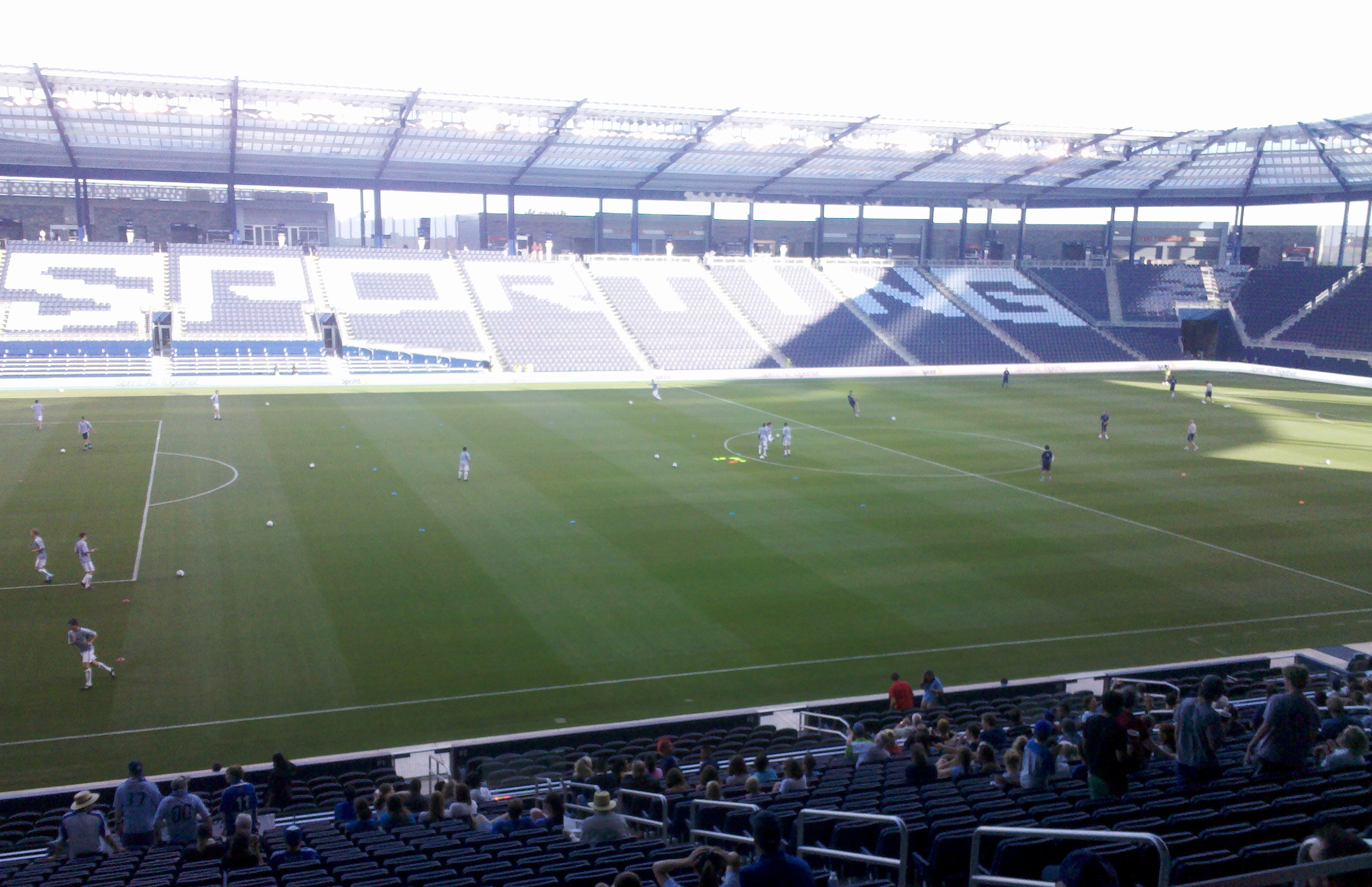
Children's Mercy Park, Lo stadio attuale dei Sporting Kansas City.

- Arrowhead Stadium; Kansas City (1996–2007)
- Blue Valley Sports Complex; Overland Park (Kansas) (2001, 2004, 2006, 2011) 6 partite nella US Open Cup
- Julian Field; Parkville (Missouri) (2005) 2 partite nella US Open Cup
- CommunityAmerica Ballpark; Kansas City (Kansas) (2008–2010)
- Hermann Stadium; St. Louis, Missouri (2009) 1 partita nella North American SuperLiga
- Stanley H. Durwood Stadium; Kansas City (2010) 1 partita nella US Open Cup
- Children's Mercy Park; Kansas City (Kansas) (2011–)

Dal 1996 al 2007, I Wizards giocavano le partite casalinghe all'Arrowhead Stadium, uno stadio di football americano utilizzato principalmente dai Kansas City Chiefs.I Wizards hanno siglato un accordo con i Kansas City T-Bones per usare il loro stadio di casa, Ballpark CommunityAmerica, durante le stagioni 2008, 2009 e 2010. Lo Sporting Kansas City dall'2011 gioca all'Children's Mercy Park a Kansas City (Kansas).

## Società

### Organigramma societario
Di seguito l'organigramma dello Sporting Kansas City.
- Robb Heinemann - Proprietario
- Jake Reid - Presidente
- Greg Maday - Consigliere
- Cliff Illig - Consigliere
- Pat Curran - Consigliere

### Sponsor
Di seguito la cronologia degli sponsor tecnici dello Sporting Kansas City.
- 1996- Adidas

## Diffusione nella cultura di massa
In ambito televisivo, durante una scena della serie Cosby, sono presenti sulla scena alcune comparse con indosso le divise da allenamento dei Wizards. Inoltre la franchigia viene citata in Sports Night (1998-2000), quando Dan Rydell (Josh Charles) chiede ai suoi amici di citargli almeno cinque squadre della lega in modo tale da non fare una brutta figura con la ragazza con cui deve uscire, dato che lei stessa gioca a calcio.

## Allenatori e presidenti
La proprietà della squadra è sempre stata in mano ad Anschutz, che fu anche presidente dal 1995 al 2013.
- 1996  Tim Latta
- 1997-1999  Doug Newman
- 1999-2006  Curt Johnson
- 2006-2016  Robb Heinemann
- 2016-  Jake Reid

Di seguito l'elenco cronologico degli allenatori dello Sporting Kansas City.
- 1995-1999  Ron Newman

 Ken Fogarty (apr.) (ad interim)
- 1999-2006  Bob Gansler
- 2004-2006  Steve Sampson

 Brian Bliss (lug.-nov.)
- 2006-2009  Curt Onalfo
- 2009-  Peter Vermes

## Calciatori

### Sporting Legends
Nel 2013 lo Sporting Kansas City istituì "Sporting Legends", con lo scopo di premiare chiunque si sia distinto all'interno del club. Vengono omaggiati coloro che hanno giocato un ruolo importante per la crescita del club a livello nazionale e internazionale. Di seguito gli eletti:
2013
- Tony Meola (1999-2004)
- Preki (1996-2000)
- Bob Gansler (1999-2006)

2014
- Lamar Hunt (1995-2006)
- Peter Vermes (2000-2002) e (2009-)
- Jimmy Conrad (2003-2010)

2015
- Chris Klein (1998-2005)

2016
- Kerry Zavagnin (2000-2008)

2017
- Mo Johnston (1996-2001)

2019
- Josh Wolff (2003-2006) e (2008-2010)

2021
- Jimmy Nielsen (2010-2013)

## Palmarès

### Competizioni nazionali
- Campionato MLS: 2

2000, 2013
- MLS Supporters' Shield: 1

2000
- Lamar Hunt U.S. Open Cup: 4

2004, 2012, 2015, 2017

### Altri piazzamenti
- Campionato MLS:

Secondo posto: 2004
- Lamar Hunt U.S. Open Cup:

Finalista: 2024

## Statistiche e record
- Miglior vittoria: 6-0, Kansas City Wizards - New York MetroStars, Arrowhead Stadium, 20 giugno 1999
- Peggior sconfitta: 0-7, Kansas City Wizards - Chicago Fire, Arrowhead Stadium, 4 luglio 2001
- Record di partite giocate:  Preki, 218
- Record di gol segnati:  Preki, 71
- Record di assist:  Preki, 98
- Record di rigori segnati:  Tony Meola, 37

Statistiche relative solo alla Regular Season

## Organico

### Rosa 2025
Aggiornata al 4 febbraio 2025.
| N. |                        | Ruolo | Calciatore        |
| -- | ---------------------- | ----- | ----------------- |
| 1  | Stati Uniti (bandiera) | P     | John Pulskamp     |
| 4  | Germania (bandiera)    | D     | Robert Voloder    |
| 5  | Colombia (bandiera)    | D     | Daniel Rosero     |
| 6  | Serbia (bandiera)      | C     | Nemanja Radoja    |
| 8  | Stati Uniti (bandiera) | C     | Memo Rodríguez    |
| 9  | Serbia (bandiera)      | A     | Dejan Joveljić    |
| 10 | Ungheria (bandiera)    | A     | Dániel Sallói     |
| 11 | Stati Uniti (bandiera) | A     | Khiry Shelton     |
| 12 | Spagna (bandiera)      | D     | Joaquín Fernández |
| 13 | Stati Uniti (bandiera) | A     | Mason Toye        |
| 14 | Germania (bandiera)    | D     | Tim Leibold       |
| 16 | Stati Uniti (bandiera) | C     | Jacob Bartlett    |
| 17 | Stati Uniti (bandiera) | C     | Jake Davis        |

| N. |                        | Ruolo | Calciatore              |
| -- | ---------------------- | ----- | ----------------------- |
| 18 | Belgio (bandiera)      | D     | Logan Ndenbe            |
| 20 | Honduras (bandiera)    | A     | Alenis Vargas           |
| 21 | Spagna (bandiera)      | C     | Manu García             |
| 22 | Canada (bandiera)      | D     | Zorhan Bassong          |
| 23 | Nigeria (bandiera)     | A     | Willy Agada             |
| 26 | Germania (bandiera)    | C     | Erik Thommy             |
| 30 | Canada (bandiera)      | A     | Stephen Afrifa          |
| 36 | Stati Uniti (bandiera) | P     | Ryan Schewe             |
| 37 | Stati Uniti (bandiera) | P     | Jack Kortkamp           |
| 93 | Russia (bandiera)      | A     | Magomed-Šapi Sulejmanov |
| 96 | Stati Uniti (bandiera) | D     | Ian James               |
|    | Stati Uniti (bandiera) | C     | Andrew Brody            |
|    | Stati Uniti (bandiera) | D     | Jansen Miller           |

### Rosa 2024
Aggiornata al 22 novembre 2024.
| N. |                        | Ruolo | Calciatore         |
| -- | ---------------------- | ----- | ------------------ |
| 1  | Stati Uniti (bandiera) | P     | John Pulskamp      |
| 3  | Spagna (bandiera)      | D     | Andreu Fontàs      |
| 4  | Germania (bandiera)    | D     | Robert Voloder     |
| 5  | Colombia (bandiera)    | D     | Daniel Rosero      |
| 6  | Serbia (bandiera)      | C     | Nemanja Radoja     |
| 7  | Scozia (bandiera)      | A     | Johnny Russell     |
| 8  | Stati Uniti (bandiera) | C     | Memo Rodríguez     |
| 9  | Messico (bandiera)     | A     | Alan Pulido        |
| 10 | Ungheria (bandiera)    | A     | Dániel Sallói      |
| 11 | Stati Uniti (bandiera) | A     | Khiry Shelton      |
| 12 | Spagna (bandiera)      | D     | Joaquín Fernández  |
| 14 | Germania (bandiera)    | D     | Tim Leibold        |
| 17 | Stati Uniti (bandiera) | C     | Jake Davis         |
| 18 | Belgio (bandiera)      | D     | Logan Ndenbe       |
| 19 | Stati Uniti (bandiera) | D     | Robert Castellanos |

| N. |                        | Ruolo | Calciatore       |
| -- | ---------------------- | ----- | ---------------- |
| 20 | Honduras (bandiera)    | A     | Alenis Vargas    |
| 21 | Colombia (bandiera)    | C     | Felipe Hernández |
| 22 | Canada (bandiera)      | D     | Zorhan Bassong   |
| 23 | Nigeria (bandiera)     | A     | Willy Agada      |
| 24 | Stati Uniti (bandiera) | D     | Kayden Pierre    |
| 25 | Stati Uniti (bandiera) | A     | Ozzie Cisneros   |
| 26 | Germania (bandiera)    | C     | Erik Thommy      |
| 28 | Stati Uniti (bandiera) | D     | Chris Rindov     |
| 29 | Stati Uniti (bandiera) | P     | Tim Melia        |
| 30 | Canada (bandiera)      | A     | Stephen Afrifa   |
| 31 | Stati Uniti (bandiera) | C     | Danny Flores     |
| 36 | Stati Uniti (bandiera) | P     | Ryan Schewe      |
| 54 | Francia (bandiera)     | D     | Rémi Walter      |
| 77 | Cipro (bandiera)       | C     | Marinos Tziōnīs  |

### Rosa 2023
Aggiornata al 19 febbraio 2023.
| N. |                        | Ruolo | Calciatore     |
| -- | ---------------------- | ----- | -------------- |
| 1  | Stati Uniti (bandiera) | P     | John Pulskamp  |
| 2  | Stati Uniti (bandiera) | D     | Ben Sweat      |
| 3  | Spagna (bandiera)      | D     | Andreu Fontàs  |
| 4  | Germania (bandiera)    | D     | Robert Voloder |
| 6  | Serbia (bandiera)      | C     | Nemanja Radoja |
| 7  | Scozia (bandiera)      | A     | Johnny Russell |
| 8  | Stati Uniti (bandiera) | D     | Graham Zusi    |
| 9  | Messico (bandiera)     | A     | Alan Pulido    |
| 10 | Israele (bandiera)     | C     | Gadi Kinda     |
| 11 | Stati Uniti (bandiera) | A     | Khiry Shelton  |
| 12 | Stati Uniti (bandiera) | D     | Kortne Ford    |
| 14 | Germania (bandiera)    | D     | Tim Leibold    |
| 15 | Honduras (bandiera)    | C     | Roger Espinoza |
| 17 | Stati Uniti (bandiera) | C     | Jake Davis     |
| 18 | Belgio (bandiera)      | D     | Logan Ndenbe   |

| N. |                        | Ruolo | Calciatore         |
| -- | ---------------------- | ----- | ------------------ |
| 20 | Ungheria (bandiera)    | A     | Dániel Sallói      |
| 21 | Colombia (bandiera)    | C     | Felipe Hernández   |
| 22 | Stati Uniti (bandiera) | P     | Kendall McIntosh   |
| 23 | Nigeria (bandiera)     | A     | Willy Agada        |
| 24 | Stati Uniti (bandiera) | D     | Kayden Pierre      |
| 25 | Stati Uniti (bandiera) | A     | Ozzie Cisneros     |
| 26 | Germania (bandiera)    | C     | Erik Thommy        |
| 27 | Cipro (bandiera)       | C     | Marinos Tziōnīs    |
| 28 | Stati Uniti (bandiera) | D     | Cameron Duke       |
| 29 | Stati Uniti (bandiera) | P     | Tim Melia          |
| 54 | Francia (bandiera)     | D     | Rémi Walter        |
|    | Cile (bandiera)        | C     | Felipe Gutiérrez   |
|    | Stati Uniti (bandiera) | C     | Danny Flores       |
|    | Stati Uniti (bandiera) | D     | Robert Castellanos |
|    | Canada (bandiera)      | A     | Stephen Afrifa     |

### Rosa 2022
Aggiornata al 20 novembre 2022.
| N. |                        | Ruolo | Calciatore           |
| -- | ---------------------- | ----- | -------------------- |
| 1  | Stati Uniti (bandiera) | P     | John Pulskamp        |
| 2  | Stati Uniti (bandiera) | D     | Ben Sweat            |
| 3  | Spagna (bandiera)      | D     | Andreu Fontàs        |
| 4  | Germania (bandiera)    | D     | Robert Voloder       |
| 5  | Francia (bandiera)     | D     | Nicolas Isimat-Mirin |
| 6  | Spagna (bandiera)      | C     | Uri Rosell           |
| 7  | Scozia (bandiera)      | A     | Johnny Russell       |
| 8  | Stati Uniti (bandiera) | D     | Graham Zusi          |
| 9  | Messico (bandiera)     | A     | Alan Pulido          |
| 10 | Israele (bandiera)     | C     | Gadi Kinda           |
| 11 | Stati Uniti (bandiera) | A     | Khiry Shelton        |
| 12 | Stati Uniti (bandiera) | D     | Kortne Ford          |
| 15 | Honduras (bandiera)    | C     | Roger Espinoza       |
| 17 | Stati Uniti (bandiera) | C     | Jake Davis           |

| N. |                        | Ruolo | Calciatore       |
| -- | ---------------------- | ----- | ---------------- |
| 18 | Belgio (bandiera)      | D     | Logan Ndenbe     |
| 20 | Ungheria (bandiera)    | A     | Dániel Sallói    |
| 21 | Colombia (bandiera)    | C     | Felipe Hernández |
| 22 | Stati Uniti (bandiera) | P     | Kendall McIntosh |
| 23 | Nigeria (bandiera)     | A     | Willy Agada      |
| 24 | Stati Uniti (bandiera) | D     | Kayden Pierre    |
| 25 | Stati Uniti (bandiera) | A     | Ozzie Cisneros   |
| 26 | Germania (bandiera)    | C     | Erik Thommy      |
| 27 | Cipro (bandiera)       | C     | Marinos Tziōnīs  |
| 28 | Stati Uniti (bandiera) | D     | Cameron Duke     |
| 29 | Stati Uniti (bandiera) | P     | Tim Melia        |
| 48 | Stati Uniti (bandiera) | D     | Kaveh Rad        |
| 54 | Francia (bandiera)     | D     | Rémi Walter      |

### Rosa 2021
Aggiornata al 16 febbraio 2021.
| N. |                        | Ruolo | Calciatore       |
| -- | ---------------------- | ----- | ---------------- |
| 3  | Spagna (bandiera)      | D     | Andreu Fontàs    |
| 4  | Croazia (bandiera)     | D     | Roberto Punčec   |
| 6  | Spagna (bandiera)      | C     | Ilie Sánchez     |
| 7  | Scozia (bandiera)      | A     | Johnny Russell   |
| 8  | Stati Uniti (bandiera) | D     | Graham Zusi      |
| 9  | Messico (bandiera)     | A     | Alan Pulido      |
| 11 | Stati Uniti (bandiera) | A     | Khiry Shelton    |
| 13 | Stati Uniti (bandiera) | D     | Amadou Dia       |
| 15 | Honduras (bandiera)    | C     | Roger Espinoza   |
| 16 | Stati Uniti (bandiera) | D     | Graham Smith     |
| 17 | Israele (bandiera)     | C     | Gadi Kinda       |
| 19 | Stati Uniti (bandiera) | C     | Grayson Barber   |
| 20 | Ungheria (bandiera)    | A     | Dániel Sallói    |
| 21 | Colombia (bandiera)    | C     | Felipe Hernández |

| N. |                        | Ruolo | Calciatore       |
| -- | ---------------------- | ----- | ---------------- |
| 22 | Stati Uniti (bandiera) | P     | Kendall McIntosh |
| 23 | Stati Uniti (bandiera) | A     | Tyler Freeman    |
| 24 | Stati Uniti (bandiera) | P     | John Pulskamp    |
| 25 | Stati Uniti (bandiera) | A     | Ozzie Cisneros   |
| 26 | Stati Uniti (bandiera) | D     | Jaylin Lindsey   |
| 27 | Stati Uniti (bandiera) | D     | Kortne Ford      |
| 28 | Stati Uniti (bandiera) | D     | Cameron Duke     |
| 29 | Stati Uniti (bandiera) | P     | Tim Melia        |
| 31 | Stati Uniti (bandiera) | P     | Brooks Thompson  |
| 36 | Portogallo (bandiera)  | D     | Luís Martins     |
| 54 | Francia (bandiera)     | D     | Rémi Walter      |
| 96 | Stati Uniti (bandiera) | A     | Wilson Harris    |
|    | Cipro (bandiera)       | C     | Marinos Tziōnīs  |

### Rosa 2020
Aggiornata al 15 febbraio 2020.
| N. |                          | Ruolo | Calciatore       |
| -- | ------------------------ | ----- | ---------------- |
| 1  | Messico (bandiera)       | P     | Richard Sánchez  |
| 2  | Ungheria (bandiera)      | D     | Botond Baráth    |
| 3  | Spagna (bandiera)        | D     | Andreu Fontàs    |
| 4  | Croazia (bandiera)       | D     | Roberto Punčec   |
| 5  | Stati Uniti (bandiera)   | D     | Matt Besler      |
| 6  | Spagna (bandiera)        | C     | Ilie Sánchez     |
| 7  | Scozia (bandiera)        | A     | Johnny Russell   |
| 8  | Stati Uniti (bandiera)   | D     | Graham Zusi      |
| 9  | Messico (bandiera)       | A     | Alan Pulido      |
| 10 | Cile (bandiera)          | C     | Felipe Gutiérrez |
| 11 | Stati Uniti (bandiera)   | A     | Khiry Shelton    |
| 12 | Guinea-Bissau (bandiera) | A     | Gerso Fernandes  |
| 13 | Stati Uniti (bandiera)   | D     | Amadou Dia       |
| 15 | Honduras (bandiera)      | C     | Roger Espinoza   |

| N. |                          | Ruolo | Calciatore       |
| -- | ------------------------ | ----- | ---------------- |
| 16 | Stati Uniti (bandiera)   | D     | Graham Smith     |
| 17 | Israele (bandiera)       | C     | Gadi Kinda       |
| 19 | Stati Uniti (bandiera)   | A     | Erik Hurtado     |
| 20 | Ungheria (bandiera)      | A     | Dániel Sallói    |
| 21 | Colombia (bandiera)      | C     | Felipe Hernández |
| 22 | Nuova Zelanda (bandiera) | D     | Winston Reid     |
| 23 | Stati Uniti (bandiera)   | A     | Tyler Freeman    |
| 26 | Stati Uniti (bandiera)   | D     | Jaylin Lindsey   |
| 27 | Stati Uniti (bandiera)   | C     | Gianluca Busio   |
| 28 | Stati Uniti (bandiera)   | D     | Cameron Duke     |
| 29 | Stati Uniti (bandiera)   | P     | Tim Melia        |
| 36 | Portogallo (bandiera)    | D     | Luís Martins     |
| 75 | Stati Uniti (bandiera)   | C     | Wan Kuzain       |

## Rose delle stagioni precedenti
- 2019
- 2016
- 2013
- 2012
- 2011
- 1997